# Buchbach
Buchbach là một đô thị thuộc huyện Mühldorf bang Bayern nước Đức